# Liste der National Historic Sites of Canada in Frankreich
Diese Liste führt alle Bauwerke, Objekte und Stätten in Frankreich auf, welche den Status einer National Historic Site of Canada (frz. lieu historique national du Canada) besitzen.
Seit 1919 wurden vom Historic Sites and Monuments Board of Canada, als Behörde im Geschäftsbereich des kanadischen Bundesumweltministeriums, 2 Stätten in diese Liste aufgenommen.

## National Historic Sites
| Historische Stätte                   | Datum             | Kenn- zeichnung | Standort                                  | Beschreibung | Foto                                 |
| ------------------------------------ | ----------------- | --------------- | ----------------------------------------- | --- | ------------------------------------ |
| Beaumont-Hamel Newfoundland Memorial | 1925 (Einweihung) | 1996            | Beaumont-Hamel 50° 4′ 25″ N, 2° 38′ 53″ O | Gedenkstätte zur Erinnerung an die Truppen des Dominions Neufundland, die während des Ersten Weltkriegs fielen; die Parkanlage umfasst das Gelände, auf dem das Neufundland-Regiment am 1. Juli 1916, dem ersten Tag der Schlacht an der Somme, einen erfolglosen Angriffsversuch unternahm. | Beaumont-Hamel Newfoundland Memorial |
| Canadian National Vimy Memorial      | 1936 (Einweihung) | 1996            | Vimy 50° 22′ 46″ N, 2° 46′ 25″ O          | Gedenkstätte zur Erinnerung an die Mitglieder der Canadian Expeditionary Force, die während des Ersten Weltkriegs fielen; sie dient auch als Gedenkstätte für jene gefallenen oder verschollenen kanadischen Soldaten in diesem Konflikt, für die es kein bekanntes Grab gibt.               | Canadian National Vimy Memorial      |